# Національний парк Апарадус-да-Серра
Національний парк Апарадус-да-Серра (порт. Parque Nacional de Aparados da Serra) — національний парк в Бразилії, розташований на межі штатів Ріу-Гранді-ду-Сул і Санта-Катаріна на півдні країни. Парк було утворено 7 грудня 1959 року наказами № 47446 і № 70296.
Парк займає площу у 10250 га, більша частина вкрита атлантичним лісом та араукарієвими лісами. У парку багата флора і фауна, зокрема велике різноманіття плазунів, земноводних, птахів, комах і дрібних ссавців. Головною гуологічною пам'яткою парку є каньйон Ітаймбезінью. Клімат помірний. Середньорічна температура становить 16 °C. Опадів випадає від 1500 до 2250 мм на рік.
| Бразилія | Це незавершена стаття з географії Бразилії. Ви можете допомогти проєкту, виправивши або дописавши її. |